# Almucs de Castelnau
Almucs de Castelnau o Castelnou va ser una trobairitz de la primera meitat del segle xiii, nascuda en algun lloc proper a Avinyó, a la Provença. El seu nom també es pot trobar com a Almuc, Amucs, Almois, Almurs, o Almirs.

## Vida
Almucs de Castelnau era una dama del Gavaldà, probablement sortida de la família de Castelnau-Randon, de les baronies del Gavaldà.
Es creu que era la muller de Guigue de Castelnau-Randon i, doncs, la mare de Guilhem de Castelnau, nascut el 1219.
Dels seus escrits, ens resta només una cobla que intercanvià amb Iseut de Capio. L'estrofa es troba inserida en la razó que explica les dues cobles intercanviades. En la primera cobla reproduïda, Iseut demana a Almucs que perdoni Gui, senyor de Tornon i cavaller d'Iseut, que havia comès "una gran culpa" contra Almucs. Però Gui, tanmateix, no es penedeix ni busca perdó. Almucs respon amb aquesta cobla que es reprodueix més avall.
El text de la razó i les cobles es troba només en el cançoner H, que conté també dues miniatures amb retrats de les trobairitz.
Sovint se la confon amb Azalais d'Altier, també trobairitz, sortida de la noblesa gavaldanesa.

## Obra
- (20,1)[2] Dompna n'Iseuz, s'ieu saubes

### Traducció al català
«Dama Iseut, si sabés
que ell se'n penedeix de l'equívoc
tan gran que ha comès amb mi,
seria just que jo tingués pietat d'ell;
però ell no vol pas reconèixer el seu tort: i jo no puc tenir-ne pietat.
Però si vos el conduïu al penediment
ràpid podreu fer-me canviar.»